# Jeorjos Kunduriotis
Jeorjos Kunduriotis (gr. Γεώργιος Κουντουριώτης; ur. ok. 1782 na Hydrze, zm. 13 marca 1858 w Atenach) – grecki polityk. W latach 1844–1847 przewodniczący Senatu.
Pełnił funkcję premiera (1848) za rządów króla Ottona I.